# Aditiv
Aditiv ali prehranski dodatek je kemični dodatek živilu, ki se uporablja z namenom konzerviranja, zgoščevanja ali razredčevanja, obarvanja ali »dodajanja« arom le-temu. Aditivi so v današnji živilski industriji nepogrešljivi. Na vsaki embalaži živila morajo biti navedeni vsi, ki so bili uporabljeni pri proizvodnji živila. Oznake aditivov so največkrat navedene kot »E***« (E + trimestno število). O vplivu aditivov na človekovo zdravje je malo znanega. Nekatere raziskave so pokazale, da so posamezni aditivi zdravju zelo nevarni in škodljivi.

## Označevanje
Vsak aditiv je popisan s številko. V Evropi se je oblikoval sistem števil E za vse dovoljene aditive. Sistem Codex Alimentarius vsebuje mednarodne identifikacije vseh aditivov, ne glede na dovoljenja za uporabo.

## Kategorije
Aditive za živila lahko razdelimo v naslednje skupine:
kislineKisline so dodane zaradi ostrega okusa, pa tudi kot antioksidanti in sredstva za konserviranje. Navadno se uporabljajo: kis, citronska kislina, tartarska kislina, jabolčna kislina, fumarska kislina, mlečna kislina.
sredstva za uravnavanje kislostiSredstva za uravnavanje kislosti spreminjajo in uravnavajo kislost oziroma bazičnost živil.
sredstva za ohranjanje sipkostiSredstva za ohranjanje sipkosti preprečujejo sprijemanje in skepljanje praškov.
sredstva proti penjenjuSredstva proti penjenju zmanjšujejo oziroma preprečujejo penjenje živil.
antioksidantiAntioksidanti se uporabljajo kot sredstva za konserviranje, saj preprečujejo oksidacijo živil.
sredstva za vzhajanjeSredstva za vzhajanje vplivajo na povečanje prostornine živil, pri tem pa se ohrani hranljiva vrednost.
barvilaPrehranska barvila so dodana živilom zaradi privlačnejšega videza.
emulgatorjiEmulgatorji omogočajo, da voda in olja ostanejo homogenizirana (primer: mleko) in v emulziji (primer: majoneza, sladoled).
ojačevalci okusaOjačevalci okusa poudarijo obstoječe okuse živil.
sredstva za ohranjanje vlageSredstva za ohranjanje vlage preprečujejo izsušitev živil.
konservantiKonservanti preprečujejo, da bi se živilo pokvarilo zaradi plesni, bakterij in drugih mikroorganizmov.
stabilizatorjiStabilizatorji, sredstva za zgoščevanje in želirna sredstva dajejo živilom trdnejšo strukturo.
sladilaSladila dajejo živilom zaradi okusa. Sladila nadomestijo sladkor zaradi nizke kalorične vrednosti.